# Moudjahidin du Deccan
Les Moudjahidin du Deccan est un groupe terroriste ayant revendiqué les attaques à Bombay du 26 au 29 novembre 2008. Il tire son nom de la région du Deccan et pourrait être lié au groupe des Moudjahidin indiens.
Selon Christophe Jaffrelot : « Les Moudjahidin du Deccan réclament la libération des combattants islamiques et demandent que les musulmans d’Inde puissent vivre en paix. Cela rappelle la démarche des Moudjahidin indiens qui signent chaque fois leurs actes par une lettre assez longue, dans laquelle ils disent se venger des Hindous, et notamment du massacre perpétré en 2002 au Gujarat, au cours duquel quelque 2000 musulmans avaient été tués. On peut donc comprendre ces attaques de Bombay  [en novembre 2008] comme de nouvelles représailles et un appel aux autorités indiennes pour qu’elles fassent justice aux musulmans. »